# Paramyristica sepicana
Paramyristica sepicana är en tvåhjärtbladig växtart som först beskrevs av Foreman, och fick sitt nu gällande namn av W.J.J.O. de Wilde. Paramyristica sepicana ingår i släktet Paramyristica och familjen Myristicaceae. Inga underarter finns listade i Catalogue of Life.